# Super Copa de India 2019
La Super Copa 2019 fue la segunda edición de la Super Copa, la principal competición de fútbol de eliminación directa en India. La competición está patrocinada por Hero MotoCorp y es conocida oficialmente como la Hero Super Cup. La competición empezó con la clasificatoria el 15 de marzo de 2019 en el Kalinga Stadium en Bhubaneshwar y concluyó con la final el 13 de abril de 2019. El Bengaluru FC fue el campeón defensor, pero perdió ante el Chennai City FC en los cuartos de final. El FC Goa ganó el título al derrotar al Chennaiyin FC por 2-1 en la final. 

## Equipos
Un total de 16 equipos participan en la competición principal. Los seis mejores equipos de la I-League y de la Superliga de India se clasifican para la Super Cup automáticamente, mientras los otros cuatro equipos pasan por una ronda de clasificación previa. 
| Ronda de clasificación (8 equipos) | Competición principal (12 equipos) |
| I-League - Aizawl - Flechas indias - Gokulam Kerala - Minerva Punjab Superliga de India - Pune Ciudad - Delhi Dynamos - Kerala Blasters - Chennaiyin | I-League - Chennai Ciudad - Del este Bengal - Real Kashmir - Churchill Hermanos - Mohun Bagan - NEROCA Superliga de India - Bengaluru - Goa - El nordeste Unió - Mumbai Ciudad - Jamshedpur - ATK |

### Fechas de las rondas
| Fase                   | Ronda                  | Fechas de partido             |
| ---------------------- | ---------------------- | ----------------------------- |
| Ronda de clasificación | Ronda de clasificación | 15 – 16 de marzo de 2019      |
| Torneo principal       | Ronda de 16            | 29 marzo – 3 de abril de 2019 |
| Torneo principal       | Cuartos de final       | 4 – 7 de abril de 2019        |
| Torneo principal       | Semifinales            | 9 – 10 de abril de 2019       |
| Torneo principal       | Final                  | 13 de abril de 2019           |

## Encuentros
|  | Ronda de 16                   | Ronda de 16                   |                  |  | Cuartos de final       | Cuartos de final       |  |  | Semifinales             | Semifinales             |  |  | Final       | Final       |  |
|  | 29 marzo – 3 de abril de 2019 | 29 marzo – 3 de abril de 2019 |                  |  | 4 – 7 de abril de 2019 | 4 – 7 de abril de 2019 |  |  | 9 – 10 de abril de 2019 | 9 – 10 de abril de 2019 |  |  | 13 de abril | 13 de abril |  |
|  |                               |                               |                  |  |                        |                        |  |  |                         |                         |  |  |             |             |  |
|  |                               |                               |                  |  |                        |                        |  |  |                         |                         |  |  |             |             |  |
|  | Mohun Bagan                   |                               |                  |  |                        |                        |  |  |                         |                         |  |  |             |             |  |
|  |                               |                               |                  |  |                        |                        |  |  |                         |                         |  |  |             |             |  |
|  | Bengaluru                     | w/o                           |                  |  |                        |                        |  |  |                         |                         |  |  |             |             |  |
|  | Bengaluru                     | w/o                           | Bengaluru        |  |                        |                        |  |  |                         |                         |  |  |             |             |  |
|  |                               |                               |                  |  |                        |                        |  |  |                         |                         |  |  |             |             |  |
|  |                               |                               | Chennai City     |  |                        |                        |  |  |                         |                         |  |  |             |             |  |
|  | Pune City                     | 2                             |                  |  |                        |                        |  |  |                         |                         |  |  |             |             |  |
|  | Pune City                     | 2                             |                  |  |                        |                        |  |  |                         |                         |  |  |             |             |  |
|  | Chennai City                  | 4                             |                  |  |                        |                        |  |  |                         |                         |  |  |             |             |  |
|  | Chennai City                  | 4                             |                  |  |                        |                        |  |  |                         |                         |  |  |             |             |  |
|  |                               |                               |                  |  |                        |                        |  |  |                         |                         |  |  |             |             |  |
|  |                               |                               |                  |  |                        |                        |  |  |                         |                         |  |  |             |             |  |
|  | Indian Arrows                 | 0                             |                  |  |                        |                        |  |  |                         |                         |  |  |             |             |  |
|  | Indian Arrows                 | 0                             |                  |  |                        |                        |  |  |                         |                         |  |  |             |             |  |
|  | Goa                           | 3                             |                  |  |                        |                        |  |  |                         |                         |  |  |             |             |  |
|  | Goa                           | 3                             | Goa              |  |                        |                        |  |  |                         |                         |  |  |             |             |  |
|  |                               |                               |                  |  |                        |                        |  |  |                         |                         |  |  |             |             |  |
|  |                               |                               |                  |  |                        |                        |  |  |                         |                         |  |  |             |             |  |
|  | Jamshedpur                    |                               |                  |  |                        |                        |  |  |                         |                         |  |  |             |             |  |
|  |                               |                               |                  |  |                        |                        |  |  |                         |                         |  |  |             |             |  |
|  | Churchill Brothers            |                               |                  |  |                        |                        |  |  |                         |                         |  |  |             |             |  |
|  |                               |                               |                  |  |                        |                        |  |  |                         |                         |  |  |             |             |  |
|  |                               |                               |                  |  |                        |                        |  |  |                         |                         |  |  |             |             |  |
|  |                               |                               |                  |  |                        |                        |  |  |                         |                         |  |  |             |             |  |
|  | Chennaiyin                    | 2                             |                  |  |                        |                        |  |  |                         |                         |  |  |             |             |  |
|  | Chennaiyin                    | 2                             |                  |  |                        |                        |  |  |                         |                         |  |  |             |             |  |
|  | Mumbai City                   | 0                             |                  |  |                        |                        |  |  |                         |                         |  |  |             |             |  |
|  | Mumbai City                   | 0                             | Chennaiyin       |  |                        |                        |  |  |                         |                         |  |  |             |             |  |
|  |                               |                               |                  |  |                        |                        |  |  |                         |                         |  |  |             |             |  |
|  |                               |                               | NorthEast United |  |                        |                        |  |  |                         |                         |  |  |             |             |  |
|  | NEROCA                        |                               |                  |  |                        |                        |  |  |                         |                         |  |  |             |             |  |
|  |                               |                               |                  |  |                        |                        |  |  |                         |                         |  |  |             |             |  |
|  | NorthEast United              | w/o                           |                  |  |                        |                        |  |  |                         |                         |  |  |             |             |  |
|  | NorthEast United              | w/o                           |                  |  |                        |                        |  |  |                         |                         |  |  |             |             |  |
|  |                               |                               |                  |  |                        |                        |  |  |                         |                         |  |  |             |             |  |
|  |                               |                               |                  |  |                        |                        |  |  |                         |                         |  |  |             |             |  |
|  | Delhi Dynamos                 | w/o                           |                  |  |                        |                        |  |  |                         |                         |  |  |             |             |  |
|  | Delhi Dynamos                 | w/o                           |                  |  |                        |                        |  |  |                         |                         |  |  |             |             |  |
|  | East Bengal                   |                               |                  |  |                        |                        |  |  |                         |                         |  |  |             |             |  |
|  |                               | Delhi Dynamos                 |                  |  |                        |                        |  |  |                         |                         |  |  |             |             |  |
|  |                               |                               |                  |  |                        |                        |  |  |                         |                         |  |  |             |             |  |
|  |                               |                               |                  |  |                        |                        |  |  |                         |                         |  |  |             |             |  |
|  | ATK                           |                               |                  |  |                        |                        |  |  |                         |                         |  |  |             |             |  |
|  |                               |                               |                  |  |                        |                        |  |  |                         |                         |  |  |             |             |  |
|  | Real Kashmir                  |                               |                  |  |                        |                        |  |  |                         |                         |  |  |             |             |  |
|  |                               |                               |                  |  |                        |                        |  |  |                         |                         |  |  |             |             |  |
|  |                               |                               |                  |  |                        |                        |  |  |                         |                         |  |  |             |             |  |

## Ronda de clasificación
Tras terminar las temporadas de la I-League y la Superliga de India, la Federación de Fútbol de la India anunció el sorteo para la ronda de clasificación de la Super Cup. Antes de la ronda de clasificación, siete clubes de la I-League — Minerva Punjab, Este Bengal, Mohun Bagan, NEROCA, Gokulam Kerala, Aizawl y Chennai City — anunciaron que se retirarían de la Super Cup, alegando "un trato injusto a clubes de la I-League."

## Ronda de 16
Chennai City F.C. había anunciado que se retirarían del torneo junto con otros clubes de la I-League, pero finalmente decidió participar.